# 궁성 사건
궁성 사건(일본어: 宮城事件 규조지켄[*])은 1945년 8월 14일 심야에서 8월 15일 새벽 (일본 표준 시간) 사이에 걸쳐 일본에서 일부 육군성과 근위사단 참모를 중심으로 일어난 쿠데타 미수 사건이다. 일본 제국의 항복의 저지를 도모한 장교들은 근위 제1사단장 모리 다케시 중장을 살해하고, 사단장 명령을 위조하여 근위보병 제2연대를 앞세워 고쿄를 점거했다. 그러나 육군 수뇌부 및 동부 군관구의 설득으로 쿠데타를 포기한 이들은 자살하거나 체포되어 일본의 항복 표명은 예정대로 진행되었다.

## 관련 작품
- 영화 《일본 패망 하루 전》

## 참고 문헌

### 당사자들의 기록
- 니시우치 마사시; 이와타 마사타카 (1982년). 《웅고: 대동아 전쟁의 정신과 궁성 사건》 (일본어). 일본공업신문사. ISBN 4-8191-0518-3.
- 기타바타케 노부오 (1982). 《종전비화: 어느 근위대 대장의 수기》 (일본어). 신세이 인쇄.

### 평론 등
- 방위청 방위연구소 전쟁사실 (1995년). “쇼와 20년 8월까지”. 전쟁사 총서 대본영 육군부 (일본어) 10판. 아사쿠모 신문사.
- 반토 가즈토시. “결정판 일본에서 가장 긴 하루” (일본어).
- 모리시타 사토시. “근위사단 참모 종전비사 2006년 ~ 2008년 (제1판 ~ 제5판)” (일본어).
- 모리시타 사토시 (2008). “가와구치 방송소 점거 사건 비사” (일본어).
- 오니즈카 히데아키 (2007년). “일본에서 가장 추악한 날” (일본어).

## 같이 보기
- 옥음방송
- 일본의 항복
- 스즈키 간타로 내각
- 마쓰에 소요 사건
- 가와구치 방송소 점거 사건
- 아타고산 사건
- 메이로카이
- 《일본의 가장 긴 하루》 (영화)
- 조슈벌(長州閥) - 야마구치현
- 어니스트 메이슨 새이토